# 甘油-3-磷酸脱氢酶 (NAD+)
甘油-3-磷酸脱氢酶 (NAD+)（EC 1.1.1.8 （页面存档备份，存于））是一种以NAD+或NADP+为受体、作用于供体CH-OH基团上的氧化还原酶。这种酶能催化以下酶促反应：
sn-甘油-3-磷酸 + NAD+ {\displaystyle \rightleftharpoons } 磷酸甘油酮 + NADH + H+
甘油-3-磷酸脱氢酶 (NAD+)主要参与甘油磷酸脂的代谢过程。